# Crateromorpha krinovi
Crateromorpha krinovi är en svampdjursart som beskrevs av Menshenina, Tabachnick och Janussen 2007. Crateromorpha krinovi ingår i släktet Crateromorpha och familjen Rossellidae.

## Underarter
Arten delas in i följande underarter:
- C. k. krinovi
- C. k. discoli